# Corporativismo
Il corporativismo è una dottrina e prassi politico-sociale ispirata all’esperienza delle corporazioni medievali che controllavano la vita cittadina in molte istituzioni comunali nell'Italia medievale. Già alla fine dell'Ottocento cominciarono a svilupparsi dottrine economiche finalizzate a superare la conflittualità tra lavoro e capitale, mediante l'azione dello stato. Da queste idee il fascismo italiano trasse un elemento fondante della propria politica economica, con caratteristiche fortemente conservatrici e autoritarie, che di prefiggeva di superare i conflitti di classe  attraverso il coordinamento dello stato e l'istituzione dell corporazioni, che rappresentano sia i lavoratori sia gli imprenditori, proibendo sciopero e la serrata, sostituiti dalla mediazione statale. Nella sua accezione attuale, si intende per corporativismo un sistema economico in cui gli scambi ed i rapporti non sono regolati dalle leggi di mercato, prima fra tutte quella di domanda e offerta, ma da affinità sociali, culturali o familiari. 

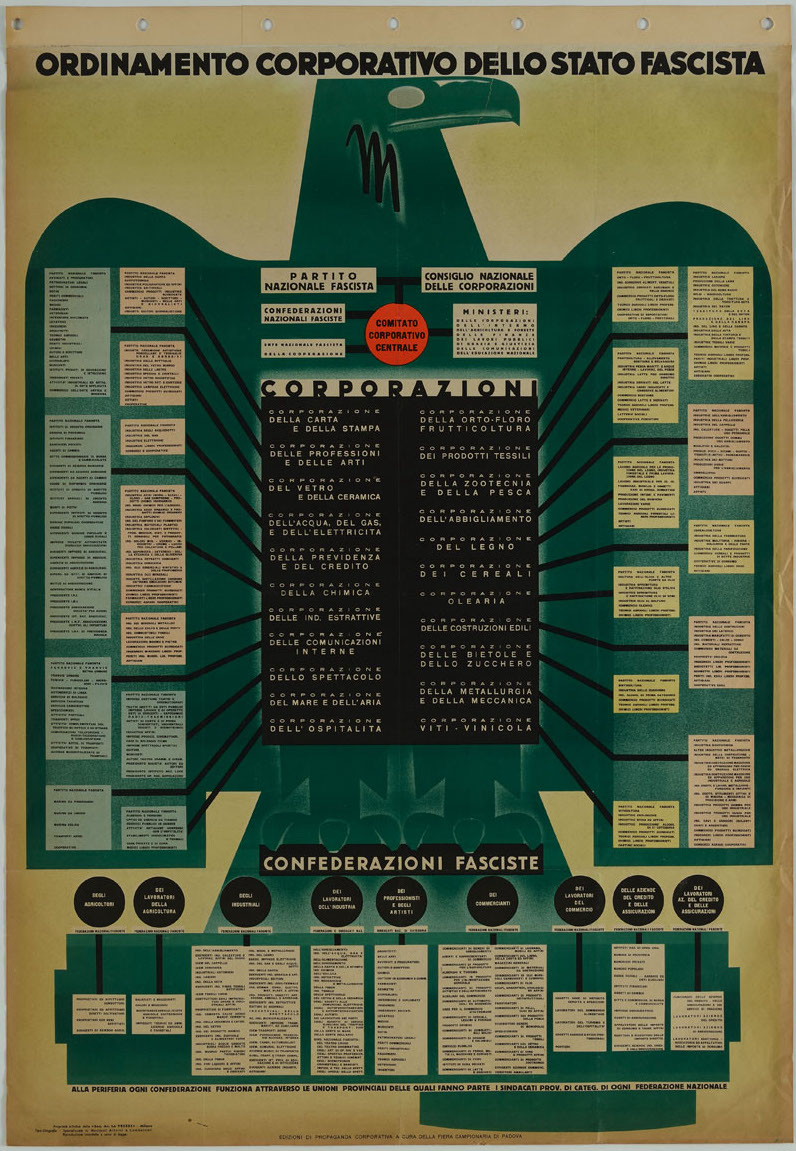
Schema dell'Ordinamento Corporativo dello Stato Fascista

## Storia

### Nascita della dottrina sociale cattolica
Nel 1881 papa Leone XIII commissionò a teologi e pensatori uno studio del corporativismo al fine di darne una definizione. Nel 1884, a Friburgo, la commissione dichiarò il corporativismo "un sistema di organizzazione sociale che ha come fondamento il raggruppamento degli uomini in comunità fondate sui loro interessi e sulle loro funzioni sociali. Tali gruppi, in quanto veri e propri organi di Stato, dirigono e coordinano il lavoro e il capitale per quanto riguarda l'interesse collettivo".

### Il corporativismo fascista
(Dal discorso pronunciato in parlamento il 16 novembre 1922 da Benito Mussolini)
Nell'Italia del XX secolo, dopo essere stato rivitalizzato dall'enciclica Rerum Novarum, il corporativismo divenne una dottrina propria del Fascismo, codificata nella Carta del Lavoro del 1927. Il corporativismo regolò la vita economica e sindacale italiana del ventennio fascista, nel dichiarato intento del regime di creare una "terza via" per la risoluzione dei conflitti tra le classi sociali.
Lo Stato corporativo trova un suo corrispettivo filosofico, come viene delinato nella visione di Corradini e di Ugo Spirito, nella Destra idealista di stampo Hegeliano: anche nel mondo delle attività commerciali e produttive viene cioè applicato il precetto mussoliniano secondo cui: l'individuo non esiste se non in quanto è nello Stato e subordinato alla necessità dello Stato.
Spetta quindi allo Stato, per mezzo delle corporazioni, definire quale sia la giusta mercede invece di affidarsi al vecchio meccanismo della domanda e dell'offerta, scardinando completamente il liberismo economico (la "Corporazione Proprietaria", cioè l'azienda socializzata, decide i prezzi) e guidando l'economia ai superiori interessi dello Stato, senza per questo cadere nella burocratizzazione livellatrice del bolscevismo, utilizzando invece la tassazione come mezzo di pianificazione.
In teoria la cosa potrebbe anche funzionare bene se, come sostiene la propaganda fascista, all'interno delle corporazioni capitale e lavoro godessero di eguali diritti. La realtà però è diversa, in quanto i sindacati dei lavoratori sono di norma rappresentati dai funzionari nominati dal partito fascista, laddove le associazioni dei datori di lavoro continuano a godere di un'effettiva autonomia e possono valersi di propri funzionari. Questo per ovvi motivi, in un'economia di tipo liberal-capitalista. 
Secondo Mussolini, il corporativismo "è la pietra angolare dello Stato fascista, anzi lo Stato fascista o è corporativo o non è fascista".
Una conferma, però, delle incertezze e della confusione che regna in questo campo è offerta dalla stessa legislazione concernente il meccanismo corporativo: condizione giuridica e competenze delle corporazioni vengono modificate con una serie di leggi e disposizioni che si succedono con scadenza poco meno che annuale.
Un'importante legge dell'aprile 1926 proibisce scioperi e serrate e istituisce una speciale magistratura del lavoro.
Tre mesi più tardi, il 2 luglio, viene creato il nuovo ministero delle corporazioni.
Le sue attribuzioni risultano piuttosto ampie: ad esso infatti non solo compete il controllo e la regolamentazione dei salari e delle condizioni del lavoro, ma l'alta direzione dell'intera economia nazionale. Lo stesso Mussolini nel dicembre del 1926 si dichiara convinto di poter realizzare, attraverso il meccanismo corporativo, la vera e propria coscrizione, l'arruolamento civile ed economico di tutti gli italiani.
Nell'aprile del 1927 viene pubblicata la Carta del lavoro, salutata come il documento fondamentale della rivoluzione fascista.
Secondo il suo autore principale Giuseppe Bottai, grazie a questa carta l'Italia si trova ad essere il paese più avanzato del mondo nel campo della legislazione del lavoro.
Infatti viene istituito il tribunale del lavoro, che giudica dei conflitti fra capitale e lavoro al di fuori delle rivendicazioni violente di entrambe le parti in base al principio che, se non ci si può fare giustizia da soli in campo civile e penale, questo sarà vietato anche sul luogo di lavoro (no a scioperi e serrate, già ribadito in precedenza).
A questo si aggiunge l'imponente legislazione sociale del fascismo, di cui ricordiamo, per completezza, solo alcuni provvedimenti molto importanti: Tutela lavoro donne e fanciulli - (R.D. 653/1923); Maternità e infanzia - (R.D. 2277/1923); Assistenza ospedaliera per i poveri - (R.D. 2841/1923); Assicurazione contro la disoccupazione - (R.D. 3158/1923); Assicurazione invalidità e vecchiaia - (R.D. 3184/1923); Riforma “Gentile” della scuola - (R.D. 2123/1923); Assistenza illegittimi e abbandonati - (R.D. 798/1927); Assicurazione obbligatoria contro la tubercolosi - (R.D. 2055/1927); Esenzioni tributarie famiglie numerose - (R.D. 312/1928); Assicurazione obbligatoria contro malattie professionali - (R.D. 928/1929); Opera nazionale orfani di guerra - (R.D. 1397/1929); Istituto nazionale assicurazione infortuni sul lavoro I.N.A.I.L. - (R.D. 264/1933); Istituzione libretto di lavoro - (R.D. 112/1935); Istituto nazionale per la previdenza sociale I.N.P.S. - (R.D. 1827/1935); Riduzione settimana lavorativa a 40 ore - (R.D. 1768/1937); Ente comunale di assistenza E.C.A. - (R.D. 847/1937); Assegni familiari - (R.D. 1048/1937); Casse rurali ed artigiane - (R.D. 1706/1937); Tessera sanitaria per addetti servizi domestici - (R.D. 1239 23/06/1939); Istituto nazionale per le assicurazioni contro le malattie I.N.A.M. - (R.D. 318/1943)... 
In ogni caso, alla gestione dell'economia italiana il sistema macchinoso delle corporazioni offre un contributo scarso o nullo. Anzi, il costoso esercito di burocrati che vi presiede costituisce più spesso un freno e un inceppo ai processi economici piuttosto che uno stimolo. Alla fine saranno gli stessi capi fascisti, almeno i più onesti, tra cui Bottai, ad ammettere il fallimento del sistema corporativo.
In pratica durante il ventennio fascista il corporativismo fu il massimo di "rivoluzionarietà" a cui il Duce potesse realisticamente ambire. Le cose cambiarono con l'avvento della Repubblica sociale italiana e con la conseguente fuga di parte dei poteri plutocratici che fino allora avevano tenuto in ostaggio ogni velleità rivoluzionaria. Se il corporativismo inserito in un'ottica sociale di interessi divergenti tra proprietari e dipendenti appare utopistico e demagogico, diversa è la situazione in un sistema economico aziendale socializzato nel quale tutti hanno uguali diritti e doveri, senza più padroni e dipendenti. In tal caso il corporativismo si rende necessario come organo facente le funzioni dell'estinto padrone. In quanto in un'azienda senza più proprietari, a sostituire il padrone altro non può esserci che un'assemblea di tutti i lavoratori che possiedono l'azienda, la qual cosa è per l'appunto, il Corporativismo.
(Enzo Pezzato, Milano, 22 aprile 1945)
Il Decreto del Duce n. 853 del 20 dicembre 1943 costituisce la Confederazione Generale del Lavoro, della Tecnica e delle Arti (C.G.L.T.A.) come la base del sistema corporativo della RSI. Il suo scopo era di fare da contenitore organizzativo di tutte le singole corporazioni, rifondate sulla base delle nuove regole stabilite nel Congresso di Verona. Secondo queste regole le corporazioni avrebbero rappresentato ognuna un settore produttivo secondo lo schema già esistente, e avrebbero rappresentato ogni ambito produttivo ed indirettamente ogni lavoratore secondo una logica organicistica in previsione della creazione della democrazia organica.

## Le corporazioni durante il regime fascista
La legge del 5 febbraio 1934 n.163 Costituzione e funzioni delle Corporazioni che stabilì le 22 corporazioni:
- Cereali
- Orto-floro-frutticoltura
- Viti-vinicola e olearia
- Zootecnia e pesca
- Legno
- Tessile
- Abbigliamento
- Siderurgia e metallurgia
- Meccanica
- Chimica
- Combustibili liquidi e carburanti
- Carta e stampa
- Costruzioni edili
- Acqua, gas, ed elettricità
- Industrie estrattive
- Vetro e ceramica
- Comunicazioni interne
- Mare e aria
- Spettacolo
- Ospitalità
- Professioni e arti
- Previdenza e credito[4]